# Albino Milani
Albino Milani (Garbagnate Milanese, 11 december 1910 - Milaan, 9 augustus 2001) was een Italiaans motorcoureur. Zijn beste seizoen was dat van 1952, toen hij met een Gilera 500 4C-zijspancombinatie samen met bakkenist Giuseppe Pizzocri tweede werd in de zijspanklasse van het wereldkampioenschap wegrace. Albino Milani is met 46 jaar en 265 dagen de oudste motorcoureur die ooit een WK-race won. 

## Carrière
Albino Milani maakte deel uit van een echte racefamilie. Zijn veel jongere broer Alfredo (1924-2017) racete ook als fabriekscoureur voor Gilera en hij werd in het seizoen 1951 tweede in de 500cc-klasse. Met zijn broer Rossano (1926) als bakkenist won Albino twee Grands Prix. De drie broers hadden een reparatie- en restauratiebedrijf voor motorfietsen in Milaan. Albino begon al in de jaren dertig met motorfietsen te racen. In 1936 werd hij met een Norton CJ1 350cc-kampioen van Italië. Zijn carrière werd onderbroken door de Tweede Wereldoorlog en toen het wereldkampioenschap wegrace in 1949 werd ingesteld was hij al 38 jaar oud.

### 1949
Bij de eerste WK-race, de Grand Prix van Zwitserland werd hij met Ezio Ricotti in het zijspan vijfde. In de GP des Nations werden ze derde en ze eindigden het seizoen als vijfde in de WK-stand.

### 1951
In 1950 nam bakkenist Ricotti plaats in het zijspan van Ercole Frigerio. Albino Milani startte in dat jaar niet in WK-races. In het seizoen 1951 nam Giuseppe Pizzocri plaats in het zijspan van Albino. Ze werden derde in de Grand Prix van Spanje, tweede in de Grand Prix van Zwitserland, zesde in de Grand Prix van België en ze wonnen de GP des Nations. In het wereldkampioenschap werden ze derde.

### 1952
In het seizoen 1952 kregen Ercole Frigerio en Albino Milani, die tot dat moment hadden gereden met Gilera Saturno-eencilinders, de beschikking over de viercilinder Gilera 500 4C. Milano/Pizzocri wonnen de Grand Prix van Zwitserland. Wereldkampioenen Eric Oliver/Lorenzo Dobelli ontbraken door blessures en Frigerio/Ricotti kregen een ongeluk terwijl ze aan de leiding lagen, waarbij Ercole Frigerio overleed. In de Grand Prix van België won Oliver met zijn been nog in een gipsverband en met invaller-bakkenist Stanley Price, Milani/Pizzocri werden tweede en stonden aan de leiding van de WK-stand. Ze scoorden echter niet in de Grand Prix van Duitsland en in de GP des Nations werden ze slechts derde. In de Grand Prix van Spanje kwamen ze niet aan de start, maar ze behielden hun tweede plaats in de WK-stand. 

### 1953 t/m 1955
In 1953 kwam Albino Milani niet aan de start in het wereldkampioenschap en daarna startte hij alleen nog in de Grand Prix des Nations. Hij was inmiddels ruim veertig jaar oud. In 1954 finishte hij in de GP des Nations als zevende, waardoor hij puntloos bleef. In 1955 reed hij de snelste ronde, maar viel hij uit terwijl hij aan de leiding reed. 

### 1956 en 1957
In 1956 en 1957 startte hij met broer Rossano als bakkenist. Ze waren inmiddels het enige Gilera-team in de zijspanklasse en kregen zelfs een aangepaste viercilindermotor. In beide jaren wonnen ze de Grand Prix des Nations, maar daarna beëindigden ze hun carrières. 
Albino Milani overleed op 90-jarige leeftijd op 9 augustus 2001 in Milaan.

## Wereldkampioenschap wegrace resultaten
(Races in cursief geven de snelste ronde aan)
| Jaar | Klasse        | Bakkenist         | Team   | Motorfiets           | 1     | 2     | 3     | 4     | 5     | 6     | 7     | 8       | Punten | Plaats | Overwinningen |                                                             | Wereldkampioenen |
| ---- | ------------- | ----------------- | ------ | -------------------- | ----- | ----- | ----- | ----- | ----- | ----- | ----- | ------- | ------ | ------ | ------------- | ----------------------------------------------------------- | ---------------- |
| 1949 | Zijspanklasse | Ezio Ricotti      | Gilera | Saturno 600          |       | ZWI 5 |       | BEL - |       | NAT 3 |       |         | 12     | 5e     | 0             | Eric Oliver/ Denis Jenkinson, Norton 30M-Watsonian          |                  |
| 1951 | Zijspanklasse | Giuseppe Pizzocri | Gilera | Saturno Competizione | SPA 3 | ZWI 2 |       | BEL 6 |       | FRA - |       | NAT 1   | 19     | 3e     | 1             | Eric Oliver/ Lorenzo Dobelli, Norton 30M-Watsonian          |                  |
| 1952 | Zijspanklasse | Giuseppe Pizzocri | Gilera | 500 4C               | ZWI 1 |       |       | BEL 2 | DUI - |       | NAT 3 | SPA -   | 18     | 2e     | 1             | Cyril Smith/ Bob Clements en Les Nutt, Norton 30M-Watsonian |                  |
| 1954 | Zijspanklasse | Giuseppe Pizzocri | Gilera | 500 4C               |       | IOM - | ULS - | BEL - |       | DUI - | ZWI - | NAT 7   | 0      | -      | 0             | Wilhelm Noll/ Fritz Cron, BMW RS 54-Steib.                  |                  |
| 1955 | Zijspanklasse | Onbekend          | Gilera | 500 4C               | SPA - |       | IOM - | DUI - | BEL - | NED - |       | NAT DNF | 0      | -      | 0             | Willi Faust/ Karl Remmert, BMW RS 54-Steib.                 |                  |
| 1956 | Zijspanklasse | Rossano Milani    | Gilera | 500 4C               | IOM - | NED - | BEL - | DUI - | ULS - | NAT 1 |       |         | 8      | 6e     | 1             | Wilhelm Noll/ Fritz Cron, BMW RS 54-Steib.                  |                  |
| 1957 | Zijspanklasse | Rossano Milani    | Gilera | 500 4C               | DUI - | IOM - | NED - | BEL - |       | NAT 1 |       |         | 8      | 5e     | 1             | Fritz Hillebrand/ Manfred Grunwald, BMW RS 54-Steib.        |                  |